# The Artist's Dilemma
The Artist's Dilemma est un film américain muet, en noir et blanc réalisé par Edwin S. Porter et sorti en 1901.

## Synopsis
Dans son atelier, un artiste est endormi dans son fauteuil. La vieille horloge s'ouvre et laisse la place à une jeune femme qui lui demande d'exécuter son portrait.

## Fiche technique
- Réalisation : Edwin S. Porter
- Chef-opérateur : Edwin S. Porter
- Production : James Stuart Blackton, G. E. Smith pour Edison Manufacturing Company
- Durée : 2 minutes
- Date de sortie :  États-Unis : 14 décembre 1901